# Indicador-chave de desempenho
Um indicador-chave de desempenho (KPI) é um tipo de métrica utilizada para medir, comparar e acompanhar o desempenho de algo. Os KPIs avaliam o sucesso de uma organização ou de uma atividade específica (como projetos, programas, produtos e outras iniciativas) na qual está envolvida. Esses indicadores fornecem foco para melhorias estratégicas e operacionais, criam uma base analítica para a tomada de decisões e ajudam a direcionar a atenção para o que é mais relevante.